# Vinkove
Vinkove (ukrajinsky Вінкове, maďarsky Vinkó) je část obce Zňačevo, ve vesnické komunitě Velyki Lučky, v okrese Mukačevo, v Zakarpatské oblasti Ukrajiny.  Z církevních staveb je zde pouze kaple.

## Historie
Ves byla založena na počátku 20. století.  Do Trianonské smlouvy byla ves součástí Uher, poté součástí Československa. Po krátkém období nezávislé republiky Karpatská Ukrajina, byla ves obsazena Maďarskem. Od roku 1945 byla ves součástí Ukrajinské sovětské socialistické republiky, která byla součástí SSSR, a nakonec (od roku 1991) je součástí samostatné Ukrajiny. Škola byla postavena v roce 1946.

## Obyvatelstvo
V roce 1989 (podle sčítání lidu Ukrajinské SSR) měla obec 87 obyvatel. V roce 2001 zde žilo 76 obyvatel.

### Rozložení obyvatelstva podle rodného jazyka
| Jazyk        | Jazyk   |
| ------------ | ------- |
| Ukrajinština | 89,47 % |
| Maďarština   | 9,21 %  |
| Ruština      | 1,32 %  |

Pozn.: Podle sčítání lidu v roce 2001.